# Stylidium pygmaeum
Stylidium pygmaeum är en tvåhjärtbladig växtart som beskrevs av Robert Brown. Stylidium pygmaeum ingår i släktet Stylidium och familjen Stylidiaceae. Inga underarter finns listade i Catalogue of Life.